# Мёша
Мёша (тат. Мишә) — река в Татарстане, впадает в Камский залив Куйбышевского водохранилища. До постройки водохранилища — правый приток Камы.
Длина реки 204 км, площадь бассейна 4180 км².

## География

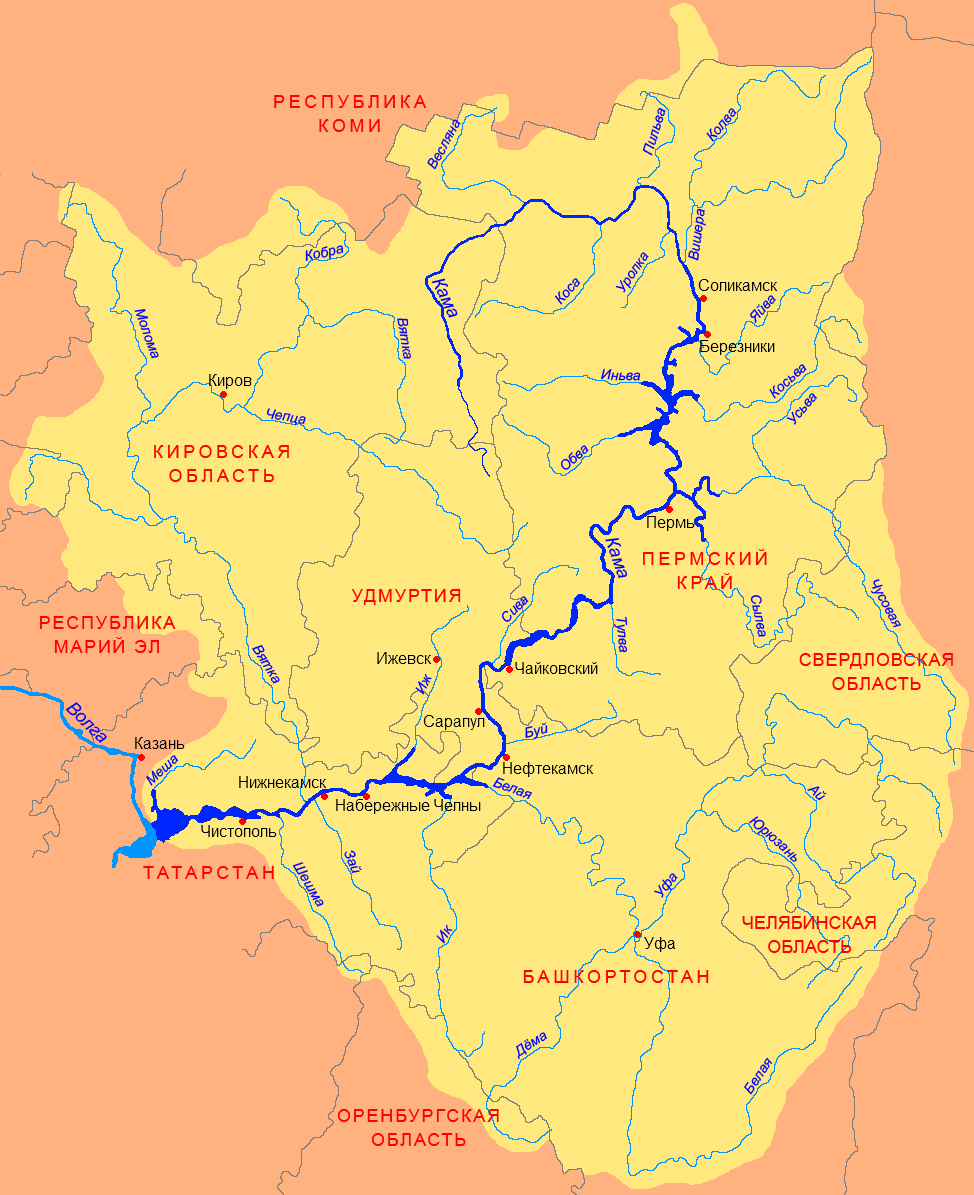
Бассейн Камы

Река берёт начало в 2 км к северу от деревни Шепшенар Кукморского района. Протекает по холмистой равнине, расчлененной долинами многочисленных притоков, балками и оврагами. В устьевой части местность изрезана и незначительно заболочена.
Впадает в Куйбышевское водохранилище у села Карадули Лаишевского района.
Ширина реки колеблется от 30 м в верховье до 3—4 км, долина реки трапецеидальная. Русло реки извилистое. Берега реки высокие от 2 до 10 м, крутые, иногда обрывистые, в половодье сильно размываются.
Имеется искусственный порог на реке у села Пестрецы.
В 2,6 км вниз по течению от моста через реку в селе Пестрецы, в месте впадения в неё реки Сула находится многослойная стоянка эпохи раннего металла Пестречинская 2 (Пестрецы 2).
Река протекает по территории Кукморского, Сабинского, Тюлячинского, Пестречинского, Лаишевского районов.
Ниже Пестрецов река течёт по пригородной зоне Казани.
Крупнейшие населённые пункты в бассейне (более 8 тысяч человек): село Пестрецы, посёлок городского типа Богатые Сабы.

## Гидрология
- Река средней водности. Питание реки смешанное, преимущественно снеговое (70 %). Распределение стока внутри года неравномерное. Годовой слой стока 162 мм, 113 из которых приходится на период весеннего половодья. Межень устойчивая 5,3 м³/с в устье. Модули подземного питания составляют 1,0—3,0 л/с км². Средний расход воды — 17,4 м³/с.[источник не указан 3051 день]
- Вода гидрокарбонатно-сульфатно-кальциевая, на притоке Нурма — сульфатно-гидрокарбонатно-кальциевая, жёсткость от 1,5—3,0 ммоль/л весной, до 6,0—9,0 ммоль/л в межень. Минерализации от 200—300 мг/л весной, до 700—1000 мг/л в межень. Мутность 998 г/м³.

## Притоки
Мёша имеет около 45 притоков. Наиболее крупные — Шемелка, Сулица, Нурминка (длина 40 км), Киба, Нырса, Тямтибаш, Малая Мёша (длина 48 км).